# IFTTT
IFTTT (If This, Then That) o en español SIEEE (Si [ocurre] esto, entonces [haz] eso) es un tipo de servicio web que permite crear y programar acciones (llamadas recetas, o recipes) para automatizar diferentes tareas y acciones en Internet, desde su sitio web y también desde su aplicación móvil, como por ejemplo, subir a Twitter la misma foto que se colocó en Facebook, Telegram o Instagram. Están fundamentadas en la automatización de acciones en las redes sociales y otras áreas de la web, incrementando la productividad del usuario y estrictamente hablando de las redes sociales ayuda a incrementar la presencia.
Para poder usar la aplicación de manera eficaz se debe autorizar el acceso a las cuentas de redes sociales de manera que cuando se ejecute una acción dentro de la red seleccionada por defecto, ésta se reproduzca en las otras.

## Características
- Comunicación entre servicios web.
- Compatibilidad con iOS y Android.
- Incrementa la velocidad de productividad.

### Ejemplos de usos
- IFTTT (con dispositivos compatibles asociados previamente) es usado en un amplio rango de automatización de dispositivos domésticos, por ejemplo, encender luces si detecta movimiento en una habitación.
- Los profesionales en mercadeo pueden seguir las menciones que les interesen en canales de noticias RSS.
- También puede automatizar la publicación del mismo contenido a través de diferentes redes sociales.[8]